# Dendrobium grimesii
Dendrobium grimesii là một loài thực vật có hoa trong họ Lan. Loài này được C.T.White & Summerh. mô tả khoa học đầu tiên năm 1934.